# チャラジャベ
チャラジャベ（Charallave）は、ベネズエラのミランダ州クリストバルロハス市にある都市で、同市の市庁所在地である。行政上はチャラジャベ区とされる。人口は10万人以下。

## 地理
トゥイの谷にある都市の一つで、カラカスの南約60キロメートルにある。工業都市であり、バスや自動車によるカラカスへの遠距離通勤圏でもある。

## 歴史
チャラジャベにはスペイン人の侵攻以前にインディオの村があった。
スペイン人は、他地域のインディオを連れてきて宣教村を作った。1618年にシリロ・デ・オントニエンテ司祭が作ったのが第一の建設で、1735年にサルバドル・デ・カディス司祭が二番目である。
植民地時代の18世紀後半には、カカオ、サトウキビ、トウモロコシその他の穀類の農園があった。
南アメリカの独立戦争の際、1814年2月20日に、チャラジャベで王党派と共和派（独立派）が戦い、ホセ・フェリクス・リバスが率いる共和派の軍が勝利した。
植民地時代から20世紀前半まで長い間、チャラジャベは小さな町か村にすぎなかったが、20世紀末にかけて人口が増加し、小都市と呼べる規模に成長した。
チャラジャベは、ウルダネタ郡チャラジャベ市に属したが、20世紀後葉にチャラジャベ市一市からなるクリストバルロハス郡が分離した。これが郡を廃止してクリストバルロハス市になり、現在に至る。

## 注
1. ↑  Historia del Estado Miranda, p50, p61
2. ↑  Historia del Estado Miranda p29、およびスペイン語版ウィキペディア。二度の創建が具体的にどういうことなのか、細かな事情は執筆者にはわからなかった。